# Canal+ Seriale
Canal+ Seriale es un canal de televisión privado de pago de Polonia, perteneciente a Canal+ Polska. Se trata de un canal que emite series.

## Historia
El canal inició emisiones el 15 de mayo de 2010 como Canal+ 3D, siendo el primer canal polaco en emitir con esta tecnología de televisión 3D, con una programación basada en estrenos de películas, series, documentales, deportes y cortometrajes de todo el mundo, estando disponible para la plataforma Cyfra+ y plataformas de cable. Sin embargo, su lanzamiento estaba previsto inicialmente para mayo de 2009.  
Desde el 11 de noviembre de 2011, el canal pasó a emitir a diario.
El 5 de abril de 2013, el canal cambió su nombre a Canal+ Film 2 y empezó a emitir en HD. Sin embargo, el fin del canal Canal+ 3D no significó la desaparición de los programas en 3D de la programación de Canal+. Desde entonces, se emiten programas de televisión en 3D en franjas horarias seleccionadas en todos los canales HD de Canal+. Mientras tanto, la programación de Canal+ Film 2 incluía programas dirigidos a los espectadores interesados en el cine, desde estrenos hasta películas aclamadas por la crítica, así como series únicas y producciones polacas.
El 11 de mayo de 2015, el canal cambió su nombre a Canal+ Seriale. Desde entonces, el canal se dedica a las series.

## Imagen corporativa

2010 - 2013
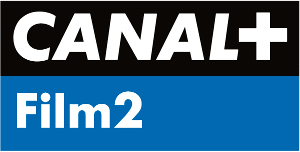
2013 - 2015
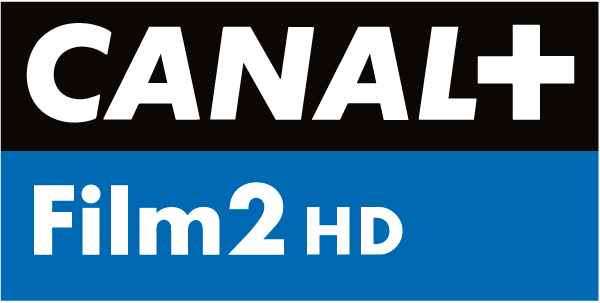
Logo en HD
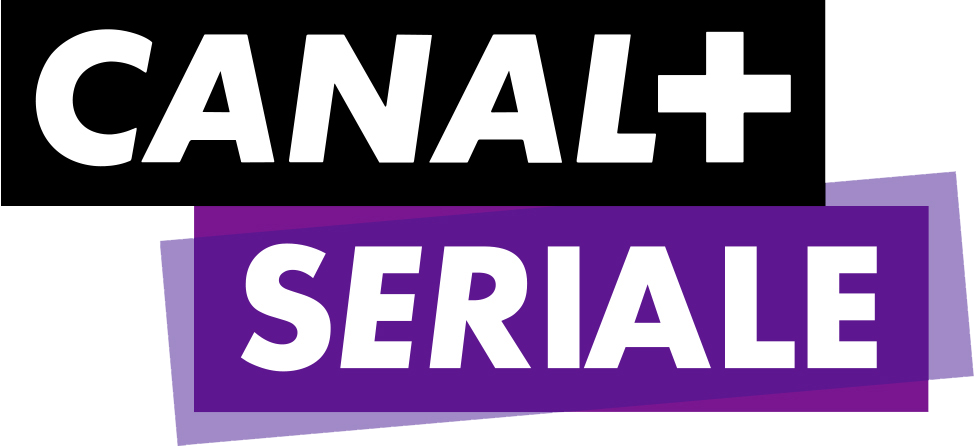
Desde 2015